# 姚天沐
姚天沐（1930年—2015年8月22日），男，福建莆田人，中国画家，一级美术师，曾任中国美术家协会理事，山西省美术家协会名誉主席。